# Le Saix

Le Sauze-du-Lac este o comună în departamentul Hautes-Alpes, Franța. În 1 ianuarie 2022 avea o populație de 132 de locuitori.